# Kwon Eun-jeong
Kwon Eun-jeong (권은정?; Suwon, 18 agosto 1974) è un'ex cestista sudcoreana.

## Carriera
Con la Corea del Sud ha disputato le Olimpiadi del 1996 e due edizioni dei Campionati mondiali (1994, 1998).